# 백강초등학교
백강초등학교는 대한민국 충청남도 부여군에 있는 공립 초등학교이다.

## 학교 연혁
- 1935. 06. 01 규암초등학교 신리분교장 설립인가
- 1949.09.30 백강국민학교 개교
- 1996.03.01 백강초등학교로 교명 개칭

## 참고 자료
- 백강초등학교 - 한국교육학술정보원 학교알리미